# IOS
iOS（）とは、Appleが開発および提供する、iPhoneとiPod touch向けのモバイルオペレーティングシステム（組み込みプラットフォーム）であり、BSD系UNIXから開発されたNeXTのOPENSTEPを起源とするMacintosh専用のmacOSをモバイル機器用途に改変したものである。2024年10月時点で、最も新しいバージョンであるiOS 18は、iPhone SE（第2世代）やiPhone XS/XS Max/XRとそれ以降に発売されたiPhoneに対応している。

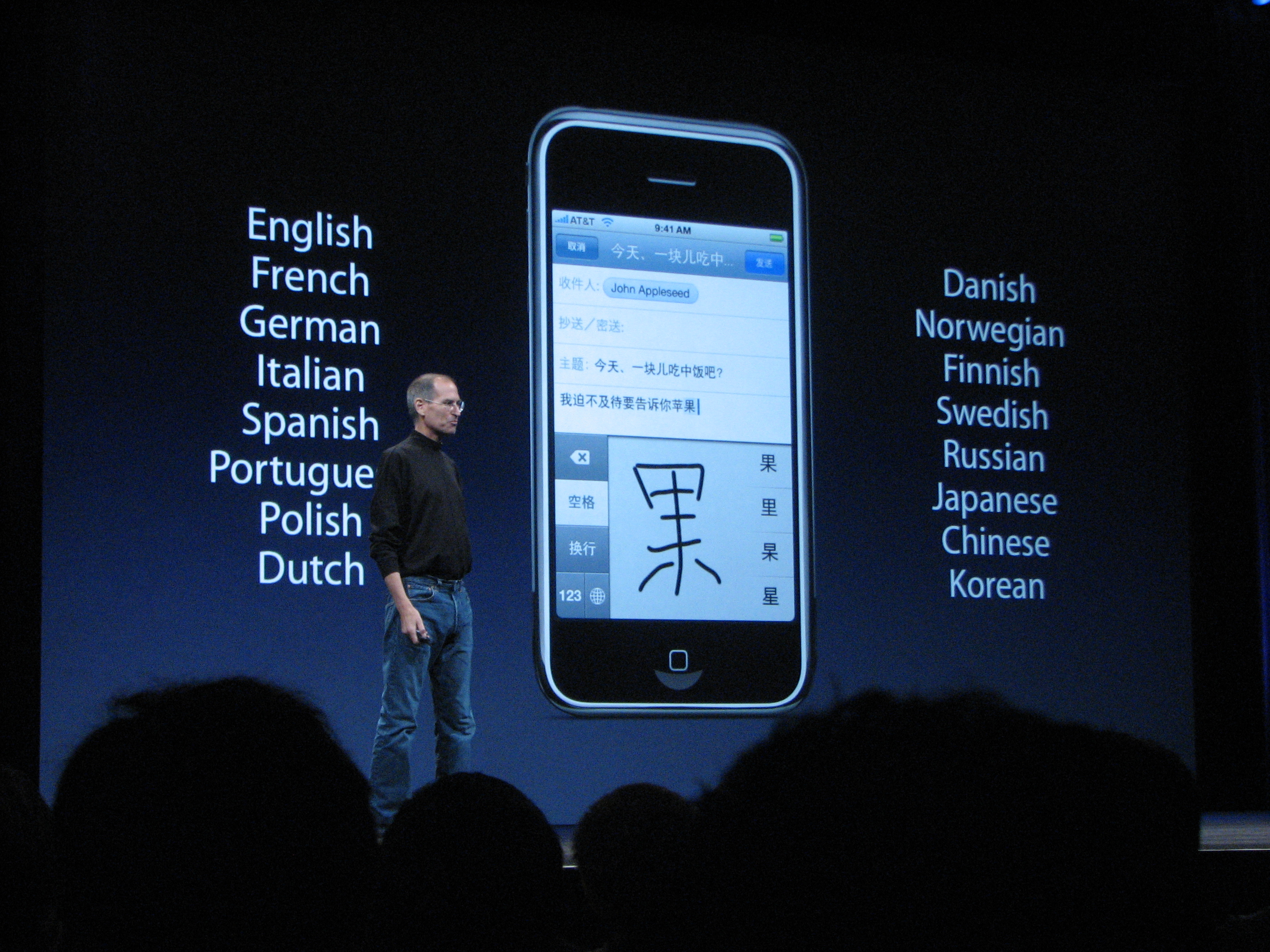
WWDC 2008の基調講演で、iPhoneの新しいOSの対応言語を紹介するスティーブ・ジョブズ

バージョンのアップデートは無料で行えるが、アップデート後に古いバージョンへ戻す行為（いわゆるダウングレード）を行うことはできない。なお、Appleの公式サポートページには、「ソフトウェアを常に最新の状態にしておくことは、Apple製品を安全に使うための最も重要な方策の一つ」との記載がされている。

## 概要
AppleのスマートフォンであるiPhoneや、PDA機能を持つデジタルメディアプレーヤーのiPod touch（iOS 15以前）、タブレット端末のiPad（iOS 12以前）に搭載されているモバイルオペレーティングシステム（OS）である。UI/UXはスコット・フォーストール, Greg Christie, Imran Chaudhriらが中心となってデザインされた。
iPadには、iOS 12までが搭載されてきたが、iOS 13以降は搭載せずフォークしたiPadOSが搭載されるとWWDC 2019で発表された。
2007年のリリース当初は本OSに正式名称はなく、Appleのマーケティング資料にはiPhoneにApple製デスクトップOS Mac OS X（現：macOS）を搭載しているとだけ記載されていた。2008年5月13日、Appleは本OSの正式名称をOS X iPhoneとした。Appleは、2009年5月13日にWWDC 2009でiPhone OS 3.0、2010年4月28日にWWDC 2010でiOS 4を発表するとプレスリリースを出した。2010年6月7日に発表したバージョン4.0から現在のiOSという名称を用いている。
セットトップボックスのApple TVには、iOSをベースにしたtvOSと呼ばれるOSが採用されている。また、Apple Watchには、同じくiOSをベースとしたwatchOSが採用されている。
SHSHの発行が終了しているバージョンに対して、アップグレード、ダウングレードはできない。

### サポート期間
iOSの各バージョンに対するサポート終了時期は明示されていないが、出荷時のOSバージョン+4回以上のメジャーアップデート+終了後1年のセキュリティアップデートが慣例となっている（iOS 9/10での「GPS週数ロールオーバー」問題、iOS 12でのAPIやセキュリティへの対応などの例外はある）。
同じく、サードパーティアプリ側のiOSサポート期間は一概には決まっていない。2018年11月に、当時の最新バージョンiOS 12から3世代前のiOS 9がインストールされた端末について『ポケモンGO』などの人気サードパーティアプリが動作対象外となったケースがある。

## バージョン一覧
日付は現地時間（日本時間は+1日）。
| バージョン                                                             | 配信日         | 最終更新日     | 最終バージョン | 最後のメジャーアップデートとなった機種                                                                      |
| ---------------------------------------------------------------------- | -------------- | -------------- | -------------- | --- |
| 1                                                                      | 2007年6月29日  | 2008年7月15日  | 1.1.5          | |
| 2                                                                      | 2008年11月10日 | 2009年5月13日  | 2.2.1          | |
| 3                                                                      | 2009年9月19日  | 2011年2月21日  | 3.2.1          | iPhone（初代） iPod touch（第1世代）                                                                        |
| 4                                                                      | 2010年9月18日  | 2011年7月1日   | 4.2.1/4.3.5    | iPhone 3G iPod touch（第2世代）                                                                             |
| 5                                                                      | 2011年11月10日 | 2012年5月25日  | 5.1.1          | iPod touch（第3世代） iPad（第1世代）                                                                       |
| 6                                                                      | 2012年9月19日  | 2014年2月21日  | 6.1.6          | iPhone 3GS iPod touch（第4世代）                                                                            |
| 7                                                                      | 2013年9月18日  | 2014年7月1日   | 7.1.2          | iPhone 4 |
| 8                                                                      | 2014年9月17日  | 2015年8月13日  | 8.4.1          | |
| 9                                                                      | 2015年9月16日  | 2019年7月22日  | 9.3.5/9.3.6    | iPhone 4S iPod touch（第5世代） iPad（第2世代） iPad（第3世代） iPad mini（第1世代）                        |
| 10                                                                     | 2016年9月14日  | 2019年7月22日  | 10.3.3/10.3.4  | iPhone 5 iPhone 5c iPad（第4世代）                                                                          |
| 11                                                                     | 2017年9月19日  | 2018年7月9日   | 11.4.1         | |
| 12                                                                     | 2018年9月17日  | 2023年1月23日  | 12.5.7         | iPhone 5s iPhone 6 iPhone 6 Plus iPod touch（第6世代） iPad Air（第1世代） iPad mini（第2世代） iPad mini 3 |
| 13                                                                     | 2019年9月19日  | 2020年9月1日   | 13.7           | （これ以降iPadに搭載のiPadOSに関しては当該記事を参照）                                                      |
| 14                                                                     | 2020年9月16日  | 2021年10月26日 | 14.8.1         | |
| 15                                                                     | 2021年9月21日  | 2025年3月31日  | 15.8.4         | iPhone 6s iPhone 6s Plus iPhone 7 iPhone 7 Plus iPhone SE（第1世代） iPod touch（第7世代）                  |
| 16                                                                     | 2022年9月12日  | 2025年3月31日  | 16.7.11        | iPhone 8 iPhone 8 Plus iPhone X                                                                             |
| 17                                                                     | 2023年9月18日  | 2025年5月6日   | 17.7.7         | |
| 18                                                                     | 2024年9月16日  | 2025年8月14日  | 18.6.1         | iPhone XS iPhone XS Max iPhone XR                                                                           |
| 26                                                                     |                |                |                | |
| 凡例サポート終了サポート中現行バージョン最新プレビュー版将来のリリース |                |                |                | |

## 歴史
2002年、まずiPadの開発が始まったが一時的に棚上げされ、iPhoneを先に開発する方向へ転換した。2005年、スティーブ・ジョブズがiPhoneの計画を始めたとき、ジョブズは「Macを縮小するか、iPodを拡大するか」という選択を迫られた。ジョブズは前者を支持したが、MacとiPodのチームは、それぞれスコット・フォーストールとトニー・ファデルに率いられ、内部競争の中で互いに対戦し、フォーストールがMac OS XをiPhone向けに開発し直したものが採択された。よく知られたデスクトップOSをベースにしたことで、多くのサードパーティのMac OS X開発者が最小限の指導でiPhone用のソフトウェアを書くことができるようになった。フォーストールはまた、プログラマーがiPhoneアプリを構築するためのソフトウェア開発キットの作成や、iTunes内のApp Storeの開設も担当した。
OSは2007年1月9日のMacworld Conference & ExpoでiPhoneとともに発表され、同年6月にリリースされた。発表時にスティーブ・ジョブズは「iPhoneはOS Xが動作する」「デスクトップクラスのアプリケーションが動作する」と主張し、iPhone発売時には「OS X iPhone」、2008年には「iPhone OS」、2010年には「iOS」と改名されてきた。当初、サードパーティ製のネイティブアプリケーションはサポートされていなかった。ジョブズの推論は、Safariブラウザを介してネイティブアプリのように動作するウェブアプリケーションを開発者が構築することができるというものだった。2007年10月、Appleはネイティブのソフトウェア開発キット（SDK）を開発中で、2月には開発者の手に渡る予定であることを発表した。2008年3月6日、Appleはプレスイベントを開催し、iPhone SDKを発表した。
App Storeは2008年7月10日に開設し、当初は約500本のアプリが利用できた。これが2008年9月に3,000、2009年1月に15,000、2009年6月に50,000、2009年11月に10万、2010年8月に25万、2012年7月に65万、2013年10月に100万、2016年6月に200万、2017年1月に220万と急速に増加している。2016年3月現在、100万本のアプリがiPadにネイティブ対応している。これらのアプリは合計1,300億回以上ダウンロードされている。
2007年9月、AppleはiPhoneをベースに再設計されたiPod touchを発表した。2010年1月27日、Appleはタブレット端末のiPadを発表した。iPadはiPhoneやiPod touchよりも大きな画面を持ち、ウェブ閲覧、メディア、読書のために設計され、新聞、電子書籍、写真、ビデオ、音楽、ワープロ文書、ビデオゲーム、そして9.7インチの画面を使用した既存のiPhoneアプリのほとんどを含むマルチメディア形式とのマルチタッチ操作が動作した。また、ウェブブラウザのSafari、App Store、iTunesライブラリ、iBooks Store、連絡先、メモなども提供された。これらは、Wi-Fiおよび3Gを介してダウンロード、またはコンピュータを介して同期することが可能となっていた。
2010年6月、AppleはiPhoneのOSを「iOS」と改名した。この商標は、シスコシステムズが同社のルーターに使用しているオペレーティングシステム「IOS」に10年以上使用されていた。訴訟の可能性を避けるため、AppleはCiscoから「IOS」の商標をライセンスした。
2014年9月9日にティム・クックが発表したスマートウォッチのApple Watchは、健康とフィットネストラッキング機能を備えた製品として発表された。2015年4月24日に発売された。オペレーティングシステムにはiOSをベースにしたwatchOSを使用している。
2016年10月、Appleはイタリアに位置するフェデリコ2世・ナポリ大学の新キャンパス内に初のiOS Developer Academyを開設した。このコースは無料であり、Appleのプラットフォーム用のアプリケーションの作成と管理に関する具体的な技術的スキルを習得することを目的としている。経営学（デジタル機会に焦点を当てた経営計画と経営管理）、グラフィカル・インターフェースのデザインに特化したコースもある。デザインから実装、セキュリティ、トラブルシューティング、データ保存、クラウド利用まで、アプリのライフサイクル全体についての詳細なトレーニングを体験できる「エンタープライズトラック」に参加することもできる。2020年現在、iOS Developer Academyは世界中から1,000人近くの学生が卒業し、400本のアプリのアイデアに取り組み、すでに約50本のアプリをiOSのApp Storeで公開している。2018/2019年度は、30か国以上の国から学生が参加した。そのうち35名が、毎年6月上旬にアメリカ合衆国のカリフォルニア州で開催されるWorldwide Developer Conference（WWDC）への参加が決定していた。
2019年6月3日、2019年WWDCでiOSを拡張、カスタマイズしたiPad向けのiPadOSが発表され、2019年9月25日に一般リリースされた。
2025年6月9日に開催されたWWDC基調講演で、Appleは全OS共通の新しいデザイン言語「Liquid Glass」を導入すると発表した。あわせてメジャーバージョンのナンバリングも全OSでリリース翌年の西暦下2桁に統一する。

## アプリケーションソフト（アプリ）
下の一覧表のアプリケーションソフトがプリインストールされている。またApp Storeで、iPhone/iPod touch/iPad用のサードパーティアプリが配布・販売されているので、お好みでダウンロードできる。インストールは自動で行われる。
プリインストールされているアプリを消した場合でも、appstore.com/apple にアクセスするか、App Store内で「Apple」と検索すれば一覧が表示されるので、復元したいアプリ名の右側の「雲と下向き矢印」のアイコンをタップすればダウンロードが始まる。

しかし、すべてのアプリをApp Store経由で販売することに限定し、高い手数料をとることには批判が多く、多くの国で訴訟の対象となっている。

### 内蔵アプリ一覧
○：搭載、－：非搭載
| アプリ           | iPhone | iPod touch | iPad |
| ---------------- | ------ | ---------- | ---- |
| App Store        | ○      | ○          | ○    |
| Apple Vision Pro | ○      | －         | －   |
| FaceTime         | ○      | ○          | ○    |
| iTunes Store     | ○      | ○          | ○    |
| News             | ○      | ○          | ○    |
| Photo Booth      | －     | －         | ○    |
| Playground       | ○      | －         | ○    |
| Safari           | ○      | ○          | ○    |
| SpringBoard      | ○      | ○          | ○    |
| TV               | ○      | ○          | ○    |
| Watch            | ○      | －         | －   |
| ウォレット       | ○      | ○          | －   |
| カメラ           | ○      | ○          | ○    |
| カレンダー       | ○      | ○          | ○    |
| コンパス         | ○      | －         | －   |
| ジャーナル       | ○      | －         | －   |
| ショートカット   | ○      | ○          | ○    |
| パスワード       | ○      | －         | ○    |
| ヒント           | ○      | ○          | ○    |
| ファイル         | ○      | ○          | ○    |
| フィットネス     | ○      | －         | ○    |
| ブック           | ○      | ○          | ○    |
| フリーボード     | ○      | －         | ○    |
| ヘルスケア       | ○      | ○          | ○    |
| ボイスメモ       | ○      | ○          | ○    |
| ホーム           | ○      | ○          | ○    |
| ポッドキャスト   | ○      | ○          | ○    |
| マップ           | ○      | ○          | ○    |
| ミュージック     | ○      | ○          | ○    |
| メール           | ○      | ○          | ○    |
| メッセージ       | ○      | ○          | ○    |
| メモ             | ○      | ○          | ○    |
| リマインダー     | ○      | ○          | ○    |
| 拡大鏡           | ○      | ○          | ○    |
| 株価             | ○      | ○          | ○    |
| 計算機           | ○      | ○          | ○    |
| 計測             | ○      | ○          | ○    |
| 時計             | ○      | ○          | ○    |
| 写真             | ○      | ○          | ○    |
| 設定             | ○      | ○          | ○    |
| 探す             | ○      | ○          | ○    |
| 天気             | ○      | ○          | ○    |
| 電話             | ○      | －         | －   |
| 翻訳             | ○      | ○          | ○    |
| 連絡先           | ○      | ○          | ○    |

#### 補足
- 廃止、機能を統合されたアプリ - iPod、SMS/MMS、YouTube、Newsstand、Passbook、Nike + iPod、Game Center、iCloud Drive、ビデオ、iPhoneを探す、友達を探す、アクティビティ
- WindowsやAndroid向けのiOS関連アプリ - iTunes、Appleデバイス、iCloud、iOSに移行、トラッカー検出
- iOS 10では一部の内蔵アプリはホーム画面から削除（実際は非表示）できるようになった。なお、削除すると書類とデータも削除され、Apple WatchやCarPlayからも使えなくなる等の制限がある。
- iOS 11よりアプリのほとんどは削除か、アプリ本体のみを取り除くことが可能になった。取り除いたアプリは書類とデータは保持されるのでアプリを再ダウンロードすることで再び使える。
- iOS 12よりホーム画面から「削除」の操作をした場合、一部の内蔵アプリは書類とデータごと削除されるようになった。以前のように設定アプリから「Appを取り除く」を選択することも可能。
- iOS 14よりすべてのアプリをホーム画面から非表示にできるようになった。なお、これらはAppライブラリから呼び出すこともできる。

### アプリスイッチャーとマルチタスク
iOS 5以降では、最近使用したアプリの一覧（アプリスイッチャー）が表示されるようになった。iOS 7以降では、アプリを使用してなくてもバックグラウンドで更新ができるようになった。ホーム画面に戻ればアプリはスタンバイ状態になる。ホームに戻ってから数分か別のアプリを使用中に自動でアプリは終了するため、アプリスイッチャーからアプリを閉じることができる。また、強制終了に使える。

## プライバシー
iOSではユーザーのプライバシー保護とセキュリティーのため、rootアクセスが通常不可能であるなどの制限がかけられている。
rootアクセス解除する行為は脱獄と呼ばれ、Appleはしないよう強く警告しているとし、こういった行為はiOS端末の使用許諾契約に違反している。しかし、OS自体と多くのアプリがオープンソースに由来もしくはそれを利用しているにもかかわらず、Appleがクローズに管理することには多くの批判がある。

## 問題点

### 解消済みの問題

#### デザイン盗用疑惑
2012年9月20日、スイスの新聞はAppleがスイス連邦鉄道の許可なしにスイス鉄道時計のデザインをiOS 6用の時計アプリケーションのアイコンとして盗用したと報じた。後に和解しライセンス契約を結んだ。なお、iOS 7以降は当該アプリケーションのアイコンデザインは変更されている。

#### 地図アプリケーションの問題
iOS 6.0から搭載された、Appleが独自に開発した地図アプリケーション「マップ」の精度の低さが話題となった。具体的には存在しない駅名「パチンコガンダム駅」や地名が表示されていたり、東京タワーを3Dに表示させたときの図が「鉄塔」というよりも、高層ビルになっているなど、3D表示の正確性に問題があった。クラウドベースのサービスであり、多くのユーザーが使うほど改善すると当初Appleはコメントしていた。しかし、9月28日にティム・クック最高経営責任者の声明で、「自分たちに課した（最高レベルの製品を作るという）基準に達することができませんでした」と、公式ウェブサイトで謝罪している。また、状況が改善されるまで、Google マップも含めた他社の地図アプリケーションをApp Storeでの購入や、アイコンダウンロードで使用することを推奨した。なお、Appleが自社製品に関して謝罪するのはきわめて異例であった。
2013年2月にリリースされたiOS 6.1.1 Beta（のちにiOS 6.1.3としてリリース）で日本のマップが改善されていることが分かり、3月11日には一般にもマップデータが改善され、不明瞭な部分は修正され、より明確なデータに変更された。

#### 1970年1月1日問題
iOS 8〜9.3 Beta 3搭載の64ビットプロセッサが内蔵されたiPhone、iPadまたはiPod touchで時計の自動設定をオフにしたあとに1970年1月1日に設定して再起動すると、Appleのロゴマークの画面のまま動かなくなるバグが発生した。通称りんごループとも言われる。このバグが発生した場合、ファームウェア復元すら不可能となり、Apple Storeでの修理対応になる。
タイムゾーン設定に起因するものではないかと言われており、日付を限界まで戻すことでタイムゾーン設定の状態によっては値が0以下になってしまい、システムに破壊的な影響を与えるのではないかと考えられる。
このバグはiOS 9.3以降にアップデートすることで改善される。なお、iOS 9.3の説明では、「日付を手動で1970年5月以前に変更して再起動操作を行うと、iOSデバイスが起動しなくなることがある問題が修正されます」と記載されている。
また非公式ではあるが、完全に放電したあとに充電することで解消されることもある。

#### バッテリーの劣化による意図的なパフォーマンス低下
2017年、一部のユーザー（主に旧機種利用者）から、iOSをアップデートしてからパフォーマンスが低下したとクレームが相次いだ。リチウムイオンバッテリーが劣化したiPhone 6/6 Plus、6s/6s Plus、SEが突然のシステム強制終了（シャットダウン）を防ぐために、iOS 10.2.1以降のバージョンでパフォーマンスを制限する機能を追加（iOS 11.2でこのサポートの対象をiPhone 7/7 Plusに拡大）していたにもかかわらずユーザーに公表せず、バッテリーを交換すれば元のパフォーマンスに戻ることも公表しなかった。ユーザーは最新のiPhoneの買い替えを強いられたとして、アメリカ合衆国で訴訟問題に発展し結果的にAppleは敗訴した。
2017年12月28日、バッテリーが劣化したiPhoneの意図的なパフォーマンス低下について、Appleが問題の経緯と対策を説明するサポートページを公開した。
「古いiPhoneの買い換えを促すためではないか」との非難については、「お客様による製品の買い替えを促すために、私たちが意図的にApple製品の寿命を縮めたり、お客様の体験が損なわれるようにしたことはこれまでに一度もなく、今後も決してない」として、強く否定した。
一方で、パフォーマンス低下は経年劣化したバッテリーによる突然のシステム強制終了を防ぐための仕組みだったが説明不足だったとして、ユーザーを失望させたことについて謝罪した。
信頼回復のためにAppleは、iPhone 6以降の端末でバッテリー交換が必要な場合、保証対象外の交換費用を2017年現在の8,800円（79米ドル）から3,200円（29米ドル）へ減額する措置をとった。この措置は2018年1月から12月まで実施された（保証対象ならば従来から無料）。
2018年早期のiOSアップデートで「バッテリー状態の表示を追加し性能に影響を与えているかどうか、ユーザーが把握できるようにする。電源管理についても改良を続ける」と公表した。
iOS 11.3にて、バッテリーの状態（ベータ）オプションが追加された（iPhone 5s以前は対象外）。iOS 12ではベータの表記がなくなり、バッテリーの使用状況をグラフで視覚的に確認できるようになった。iOS 12.1にて、サポートの対象をiPhone 8/8 Plus、Xに拡大。

#### グループ通話アプリケーションでの盗聴バグ
Appleのグループ通話アプリケーションFaceTimeでビデオ通話を行う際に、個人間通話からグループ通話に切り替え、自分の電話番号をグループに追加すると相手がFaceTimeに出る前に相手のデバイスの音声と映像が表示されるバグが発見された。このバグはアメリカ アリゾナ州に住む当時14歳の少年によって報告された。この問題はiOS 12.1.4にて修正された。

## カーネル
基本的にmacOSをタッチパネルの携帯機器に最適化した形で再構成したもので、UIはまったく異なるものの、Darwinカーネル（XNU）の上に、Cocoaベースのアプリケーションフレームワークが載っている構成はmacOSと共通する。ただし、macOSの根幹技術の一つであるCarbonやUNIX関連の機能の多くが削られ、開発者はCocoa Touch、Media、Core Services、そしてCore OSという4つのレイヤを通じてOSにアクセスする。マルチタッチパネル、加速度センサなどを生かした、従来にはない特徴的なユーザインターフェイスで注目を集めた。
スティーブ・ジョブズ直々の指名により初代iPhoneの開発初期から当OSの開発責任者を務めたスコット・フォーストール曰く「ジョブズ自らの指示を元に小さな子供からお年寄りに至るまで説明書要らずで直感的に操作できるようにデザインした」とコメントしている。
当初はユーザーによるアプリケーションの追加は認められていなかったが、2008年6月よりSDKが整備され、App Storeでアプリケーションを追加できるようになっている。
iPhone SDKの登場により、Cocoaフレームワークと開発言語としてのObjective-Cが改めて注目されることとなった。iPhoneはJava仮想マシン、Carbonを搭載しておらず、iPhone向けネイティブアプリケーションの開発には、基本的にObjective-CやSwiftを習得する必要がある。
カーネルは当初からマルチタスク対応であり、音楽再生などのOSに組み込まれたプロセスはバックグラウンドで実行させることができたが、iOS 6までは、バッテリーやメモリ容量の制約から、1度に起動するアプリケーションは1つに限定されていた。CPUおよびメモリが増強されたiPhone 4以降が必須であるiOS 7からはこの制約は撤廃された。
なお、オペレーティングシステムにおける「IOS」はシスコシステムズの商標である（Cisco IOS）。Appleは「iPhone」の商標を巡って同社と商標紛争を抱えた過去があり、iOSに関しては紛争を避け事前にシスコからの許諾を得た上でAppleが使用している。

## アプリケーションソフト開発
当初はセキュリティ上の理由から、Webベースのアプリケーションのみが認められていた。しかし、2008年6月からは開発者にネイティブアプリケーションソフトウェア開発キット（iPhone SDK）が提供され、iPhone 3Gの発売（同年7月）と同時にApp Store経由でのサードパーティアプリケーション配布が開始された。
App Storeで配信されるアプリケーションは、プライバシー、セキュリティ、コンテンツに関する基準を確実に満たすことが必要とされているが、これらを満たさない場合はApp Storeのガイドラインに違反するとして当該アプリを排除する方針には批判が多い。

### SDK
SDKは以下のコンポーネントを含む。
Cocoa Touch
マルチタッチ機能の制御、加速度センサ、View hierarchy、言語サポート、カメラ、iAd、Game Kit、Address Book UI、Map Kit
Media
OpenAL、オーディオと録音、ビデオフォーマットおよびイメージフォーマットのサポート、Quartz、 Image I/O、Core Animation、Core Audio、Core Text、Core MIDI、OpenGL ES、AirPlay、Metal
Core Services
ネットワークサポート、アドレスブック、SQLite データベース、Core Foundation、Core Location、Grand Central Dispatch、In-App Purchase
Core OS
TCP/IP、ソケット、パワーマネージメント、アクセサリの制御、スレッド、セキュリティ、ファイルシステム